# Iguana Party
Iguana Party är ett svenskt punkband från Borås som bland annat medverkat på samlingsskivorna Definitivt 50 spänn.